# Pterogramma annectens
Pterogramma annectens är en tvåvingeart som först beskrevs av Richards 1964.  Pterogramma annectens ingår i släktet Pterogramma och familjen hoppflugor. Inga underarter finns listade i Catalogue of Life.